# Rainer Offergeld

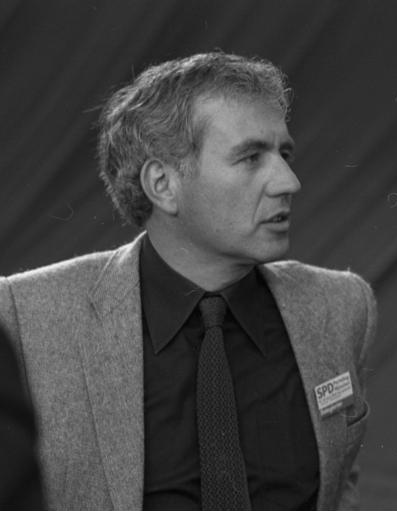
Rainer Offergeld (1982)

Rainer Offergeld (* 26. Dezember 1937 in Genua, Italien) ist ein deutscher Politiker der SPD. Offergeld war von 1969 bis 1984 Mitglied des Deutschen Bundestages. Von 1978 bis 1982 amtierte er als Bundesminister für wirtschaftliche Zusammenarbeit. Von 1984 bis 1995 war er Oberbürgermeister von Lörrach.

## Leben

### Ausbildung und Eintritt in die SPD
Offergeld ist der Sohn eines Niederlassungsleiters eines deutschen Industriebetriebs, der während des Zweiten Weltkriegs in Afrika starb. Die Mutter kehrte mit ihren beiden Söhnen nach zurück nach Waldshut. Nach dem Abitur im Aufbaugymnasium in Meersburg am Bodensee 1957 absolvierte Offergeld ein Studium der Rechtswissenschaft nachdem er zunächst  Volkswirtschaftslehre an der Universität Freiburg und der Universität Frankfurt am Main begann. Im Jahr 1961 leistete er sein erstes und 1965 sein zweites juristisches Staatsexamen. Seine Referendarzeit als Jurist verbrachte er unter anderem in Berlin, Konstanz, Lyon und Waldshut. 1963 trat er der SPD bei und wurde Vorsitzender des Kreisverbandes Waldshut. Darüber hinaus war er als Gemeinderat und Kreisverordneter tätig.

### Bundesminister
Von 1965 bis 1967 arbeitete Offergeld zunächst im Justizdienst, danach in der Steuerverwaltung, bis er sich 1969 als Fachanwalt für Steuerrecht in Tiengen niederließ. Im selben Jahr verlor er gegen den damaligen Bundeskanzler Kurt Georg Kiesinger im Kampf um das Bundestags-Direktmandat, konnte jedoch über die Landesliste der SPD in Baden-Württemberg Abgeordneter im Deutschen Bundestag werden. Im März 1972 wurde Offergeld auf Vorschlag des Bundeskanzlers Willy Brandt zum Parlamentarischen Staatssekretär beim Bundesminister für Wirtschaft und Finanzen ernannt. Trotz Wiederwahl in den Bundestag im November 1972 erhielt Konrad Porzner seine Position; Offergeld war weiterhin stellvertretender Vorsitzender des Finanzausschusses. Vom 24. Januar 1975 bis 1978 war er in gleicher Funktion beim Bundesminister der Finanzen tätig. Vom 16. Februar 1978 bis zum 1. Oktober 1982 amtierte er in der von Bundeskanzler Helmut Schmidt geführten Bundesregierung als Bundesminister für wirtschaftliche Zusammenarbeit. Mit dem Sturz der Schmidt-Regierung durch ein konstruktives Misstrauensvotum verlor Offergeld seinen Ministerposten. Obwohl er in der Bundestagswahl 1983 wiedergewählt wurde, legte er sein Abgeordnetenmandat nieder, da er im Dezember 1983 zum Oberbürgermeister von Lörrach gewählt wurde. Er setzte sich im Zweiten Wahlgang gegen den späteren Landrat Alois Rübsamen durch.

### Oberbürgermeister von Lörrach
Von 1984 bis 1995 war er Oberbürgermeister der Stadt Lörrach. Während seiner Amtszeit wurde der Ausbau der Fußgängerzone in Lörrach maßgeblich vorangetrieben. Er sanierte den Stadthaushalt und löste einen privaten und wirtschaftlichen Boom in der Kultur- und Investitionspolitik aus. In seine erste Amtszeit fiel auch die Erweiterung des Salzert und das Projekt des sozialen Wohnungsbaus Wohnanlage Stadion in der Lörracher Nordstadt. Darüber hinaus begann die Planung von Stetten-Süd und der Umbau des ehemaligen „Kaufhaus für alle“, in das später die Stadtbibliothek Lörrach umzog. In seiner Wiederwahl am 8. Dezember 1991 wurde er mit 73,8 % mit deutlicher Mehrheit wiedergewählt. Im Januar 1995 gab er sein Amt als Oberbürgermeister auf und wurde Sprecher der Geschäftsleitung der Thermoselect Südwest GmbH. Seit Januar 1997 ist er als Rechtsanwalt zugelassen und arbeitet gegenwärtig als Fachanwalt für Steuerrecht in einer Lörracher Kanzlei.

### Privates
Rainer Offergeld ist seit 1967 verheiratet und hat drei Töchter.

## Ehrungen
- 1980: Großes Verdienstkreuz der Bundesrepublik Deutschland
- 1983: Großes Verdienstkreuz mit Stern und Schulterband der Bundesrepublik Deutschland
- 2018: Ehrenbürger der Stadt Lörrach

## Schriften
- Entwicklungsstrategie für die 80er Jahre, Chance oder Verpflichtung. Vortrag anlässlich der Mitgliederversammlung des Verbandes Unabhängig Beratender Ingenieurfirmen e. V. (VUBI) am 11. Juni 1980 in „La Redoute“ Bonn-Bad Godesberg. Verband Unabhängig Beratender Ingenieurfirmen e. V., Bonn 1980.
- Entwicklungshilfe. Abenteuer oder Politik? (= Bonn aktuell, Bd. 72). Verlag Bonn Aktuell, Stuttgart 1980, ISBN 3-87959-144-X.